# Cala Grasió
La playa Cala Grasió está situada en San Antonio Abad, en la costa norte de la isla de Ibiza, en la comunidad autónoma de las Islas Baleares, España.
Es una de las playas frecuentadas por turistas y vecinos de las urbanizaciones cercanas.

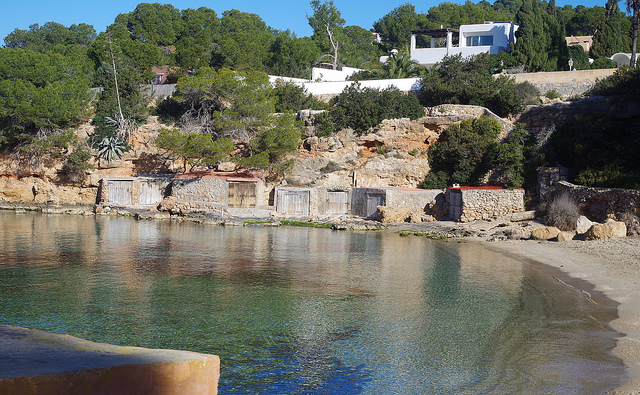
Cala Gracio. En San Antonio de Portmany, Ibiza